# GSC8336-2364
GSC8336-2364 — хімічно пекулярна зоря спектрального класу Si, що має видиму зоряну величину в смузі V приблизно  9,8.